# Skimmia japonica
Skimmia japonica, esquimia, es un arbusto perennifolio de la familia Rutaceae, nativo de Japón.

## Características
Arbusto de porte redondeado con una altura de entre 1 a 1,5 m, de crecimiento lento.
Hojas perennes, de elípticas a oblongo-obovadas, de hasta 12 cm de longitud, de margen entero o escasamente crenado, de textura coriácea. Floración en primavera, con flores blanco-amarillentas a veces con tintes rosados o rojizos, con 4-5 tépalos, muy perfumadas, seguidas de bayas rojo vivo en los pies femeninos muy llamativos y que persisten durante todo el invierno (los pájaros los desdeñan). Es una planta dioica. En la variedad 'Rubella' las hojas toman coloración rojiza en invierno y las flores son rojas antes de abrir.

## Cultivo
- Sustrato: suelo rico en humus sin cal activa; puede usarse tierra de brezo; no debe faltar agua si las plantas están al sol.
- Situación: sol o semisombra
- Zona: 7 (aguanta el frío)
- Mantenimiento: no es necesaria la poda, pero la soporta.
- Multiplicación: esqueje de talón en julio-agosto, siembra de bayas en septiembre, en tierra de brezo en invernadero frío.

## Sinonimia
- Skimmia oblata T.Moore
- Skimmia oblata var. veitchii (Carrière) Carrière [≡ Skimmia japonica var. veitchii]
- Skimmia repens Nakai [≡ Skimmia japonica var. intermedia forma repens]
- Skimmia veitchii Carrière [≡ Skimmia japonica var. veitchii][1]